# Sorozatszámítás
A sorozatszámítás egy egyszerű algoritmus, amely egy véges (nem feltétlenül numerikus) sorozat – vagy számítástechnikai szóhasználattal élve egy tömb – elemei alapján egy értéket állít elő. Az elemek közötti összefüggések nem használhatók fel az érték előállításakor.

## Az algoritmus
```
   
R = R
0

   
CIKLUS
 i = 1 
TŐL
 N 
IG
 {
           R = R 
MUVELET
 TOMB[i]
   }
```

R0 a neutrális elemet jelenti: például ha a művelet szorzás, akkor 1, ha összeadás, akkor 0.

## Lásd még
- Algoritmus